# Šimon ze Slaného
Šimon ze Slaného (vlastním jménem Šimon Chlupáček; latinsky Simon de Slana; asi 1420 – 1471) byl český utrakvistický a humanistický spisovatel, lékař a diplomat krále Jiřího z Poděbrad.

## Život
Podle historika Rudolfa Urbánka se Šimon ze Slaného narodil patrně v první polovině druhého desetiletí 15. století. Snad nejstarší zmínka o Šimonovi ze Slaného pochází z 29. listopadu 1434, kdy je zaznamenáno, že mu jistý kuchař Petr předal statek v Ďáblicích. Přenechal mu ho za podmínky, že bude pečovat o jeho odívání a stravu, což však Šimon zanedbával. Za tento čin musel proto zaplatit pokutu 15 kop grošů. Po roce 1438 byl jmenován rektorem školy u sv. Jiljí na Starém Městě pražském. Setrval jím pravděpodobně až do doby před rokem 1455. K roku 1448 je zmiňován jako probošt koleje na pražské univerzitě a zároveň jako děkan artistické fakulty Karlovy univerzity. Na podzim roku 1455 se Šimon vydal na lékařská a filologická studia do Itálie, kde se vzdělával na univerzitě v Padově. Zde se setkal s myšlenkami humanismu, které dohromady splynuly s jeho utrakvistickým vyznáním. Není vyloučeno, že se v Padově potkal i kupříkladu s Tasem z Boskovic. Je ovšem možné, že Padova nebyla jediným místem, kde studoval. Po návratu do Čech ke konci roku 1459 pobýval Šimon jak v Klatovech u svého příbuzného, tak i na Švihově. Zemřel v roce 1471.

## Dílo

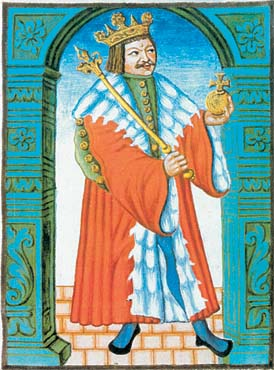
Jiří z Poděbrad

Šimon ze Slaného po sobě zanechal poměrně skromné dílo. Šimon vedl korespondenci se svým krajanem Eliášem ze Slaného, kterému adresoval latinský dopis z let 1459–1460, v němž upřednostňuje studium patristiky před filozofií, anebo vyjmenovává humanisty, jež mu jsou vzorem rétoriky. V dopise též oceňuje Platóna, Aristotela či Cicerona a jako zásadní součást vzdělání považuje četbu básníků. Jménem českého národa měl jako člen poselstva požádat papeže Pia II. o schválení basilejských kompaktát, přičemž si nachystal řeč, jež ovšem nepronesl. Rovněž sepsal latinský spis s názvem Oratio ad regem Georgium (Řeč ke králi Jiřímu), jehož se dovolává v díle Okřik ze 17. století Pavel Stránský ze Záp. Pojednání se však nezachovalo. Šimon ze Slaného zpracoval i kroniku shrnující události během vlády Jiřího z Poděbrad, která se ale nedochovala.
| „                                                       | Když jsem se vrátil do Čech a dozvěděl se, žes zdráv, nesmírně jsem se zaradoval a rozhodl jsem se, že Ti napíši. Bojím se však zvyku nové doby, které se nelíbí nic než to, co se jí zcela podobá. Dnes totiž všichni, kdo píší, užívají množného čísla, ačkoliv oslovují jednotlivce, jako by znásobením počtu osob jim prokazovali větší poctu a zdáli se uctivější. Ten zvyk je hojně rozšířen v Německu a po nějakou dobu kvetl u Italů. Ale všichni vynikající mužové teď mluví tak, jak mluvila jazykově čistší doba starověku. Proto je dnes italský způsob řeči velmi podoben onomu, který kvetl za časů Oktaviánových. | “ |
| — Úryvek z dopisu Šimona ze Slaného Eliášovi ze Slaného | |   |